# Posttraumatische-stressstoornis
De posttraumatische-stressstoornis (PTSS) is een psychische aandoening die in het DSM-IV was ingedeeld bij de angststoornissen. In de DSM-5 is de stoornis opgenomen in een nieuw hoofdstuk, Trauma- en stressorgerelateerde stoornissen. Daarnaast zijn ook de criteria op een aantal fronten gewijzigd. Deze wijzigingen zijn beschreven in het whitepaper Posttraumatische-stressstoornis. Een variant van PTSS, met langdurige traumatische ervaringen als oorzaak, is CPTSS.

## Oorzaak
De aandoening ontstaat als gevolg van ernstige stressgevende situaties, waarbij sprake is van levensbedreiging, ernstig lichamelijk letsel of een bedreiging van de lichamelijke integriteit, of langdurige of ernstige onveilige psychosociale omstandigheden. Deze situaties zijn voor de persoon traumatisch. 
Voorbeelden van ernstige stressgevende situaties zijn:
- Oorlog, burgeroorlog en andere gewapende conflicten (shellshock (WO I), battle fatigue en concentratiekampsyndroom (WO II))
- Gewelddadige aanvallen, agressie of bedreigingen (bijvoorbeeld huiselijk geweld, overval, beroving, marteling)
- Getuige zijn van extreem geweld.
- Verkrachting, seksueel misbruik of incest.
- (Kinder)mishandeling (bijvoorbeeld lichamelijk misbruik, verwaarlozing of emotionele/psychische mishandeling). Zie ook CPTSS.
- Zware verwondingen als gevolg van bijvoorbeeld een verkeersongeval of verbranding.
- Een traumatische bevalling (post-partum-PTSS).
- Plotseling verlies van een dierbare.
- Pesten of indoctrinatie.
- Langdurige blootstelling aan verontrustende inhoud bij het beroepsmatig modereren van sociale media.

Niet alleen het ondergaan maar ook het getuige zijn van deze situaties en de intensieve omgang met gerelateerde berichtgeving en beelden zouden de stoornis kunnen veroorzaken en/of versterken.

## Symptomen
De symptomen zijn herbeleving (nachtmerries of flashbacks), angst, onbeheersbare gedachten of juist vermijding van herinneringen of emotionele uitschakeling hiervan, ernstige prikkelbaarheid en slaapstoornissen, extreme spanning als gevolg van bepaalde prikkels, irritatie en hevige schrikreacties. Het is ook mogelijk dat de persoon symptomen van andere psychische aandoeningen vertoont zoals een klinische depressie. Van PTSS is sprake wanneer de symptomen langer dan een maand duren. Wanneer deze korter dan een maand duren, spreekt men van acute stressstoornis. PTSS is met behandeling te genezen of te verbeteren. Soms kan dit ook spontaan gebeuren. Tevens kan het voorkomen dat er verschijnselen van catatonie als symptoom optreden.

## Indeling
PTSS valt onder de psychotrauma- en stressorgerelateerde stoornissen en moet niet worden verward met het normale verwerkingsproces na een traumatische gebeurtenis. Voor de meeste mensen verdwijnen de emotionele gevolgen van een trauma na enkele maanden. Als deze echter langer duren, kan er sprake zijn van een psychische aandoening. Als de stoornis niet wordt behandeld, kan deze zeer ernstige vormen aannemen.

## Behandeling
Onderstaande behandeling is van toepassing op PTSS, niet op CPTSS. Voor die laatste variant geldt een andere aanbevolen aanpak.
De geijkte behandeling voor PTSS bestaat uit traumagerichte cognitieve gedragstherapie (CGT), waarin onder andere gewerkt wordt aan het oplossen en verminderen van de angstklachten door middel van exposure (blootstelling): imaginaire exposure aan de herinneringen van de traumatische gebeurtenis en/of exposure in vivo.
Naast psychotherapie wordt een divers spectrum aan medicatie voorgeschreven om de symptomen van angst te onderdrukken: antidepressiva, slaapmiddelen en angstremmers (benzodiazepinen).
Naast CGT met imaginaire exposure zijn andere psychologische behandelingen werkzaam gebleken. Alle werkzame behandelingen voor PTSS zijn traumagericht en komen over het algemeen overeen dat men in gedachten teruggaat naar de traumatische gebeurtenis.
Er bestaat ook een methode waarbij dit niet gebeurt. Somatic Experiencing (SE) is erop gericht om op zorgvuldige wijze, zonder herbelevingen van het trauma, het lichaam te helpen de bevroren spanning stukje bij beetje los te laten. De beweging die er 'toen' niet kon zijn kan alsnog worden afgemaakt. Door deze ontlading kan eindelijk, vaak na vele jaren, de rust in lichaam en geest terugkeren. BEPP (Beknopte Eclectische Psychotherapie voor PTSS) en EMDR (Eye Movement Desensitization and Reprocessing) zijn alternatieven voor CGT. Bij BEPP wordt naast imaginaire exposure ook tijd besteed aan informatie over het ziektebeeld PTSS. Na het meemaken van een traumatische gebeurtenis wordt men nooit meer de persoon als voorheen. Men leert namelijk van de gebeurtenis. Daarom wordt in BEPP ook aandacht besteed aan hoe de traumatische gebeurtenis het zelfbeeld en de kijk op de wereld heeft veranderd. BEPP is oorspronkelijk ontwikkeld voor de behandeling van politiemensen met een PTSS. Deze behandelmethode bleek ook werkzaam bij anderen.. EMDR is naast de behandeling van PTSS bij volwassenen ook effectief bij behandeling van kinderen.
Bij mensen met een posttraumatische-stressstoornis zijn aanwijzingen gevonden voor een tekort aan de kalmerende neurotransmitter anandamide. Anandamide speelt waarschijnlijk een belangrijke rol bij het wissen van onaangename herinneringen. Anandamide is een cannabinoïde stof en zou een verklaring zijn waarom PTSS-patiënten vaak baat hebben bij cannabis.